# NBA All-Star Weekend 1989
L'NBA All-Star Weekend 1989, svoltosi a Houston, vide la vittoria finale della Western Conference sulla Eastern Conference per 143 a 134.
Karl Malone, degli Utah Jazz, fu nominato MVP della partita. Kenny Walker, dei New York Knicks, si aggiudicò l'NBA Slam Dunk Contest. Dale Ellis, dei Seattle SuperSonics vinse l'NBA Three-point Shootout.

## Sabato

### Legend Classic
| 11 febbraio 1989 | Ovest | 54 – 53 | Est |  |

### Slam Dunk Contest
| Giocatore                    | Primo turno      | Semifinali       | Finale                 |
| ---------------------------- | ---------------- | ---------------- | ---------------------- |
| Kenny Walker (New York)      | 91,3 (42,5+48,8) | 96,4 (46,9+49,5) | 148,1 (48,9+49,6+49,6) |
| Clyde Drexler (Portland)     | 93,7 (46,6+47,1) | 95,0 (47,3+47,7) | 49,5 (24,5+25,0+ 0,0)  |
| Spud Webb (Atlanta)          | 94,5 (46,8+47,7) | 91,8 (47,8+44,0) |                        |
| Shelton Jones (Philadelphia) | 89,5 (44,1+45,4) | 90,6 (45,7+44,9) |                        |
| Tim Perry (Phoenix)          | 89,4 (44,4+45,0) |                  |                        |
| Jerome Kersey (Portland)     | 88,9 (44,9+44,0) |                  |                        |
| Ron Harper (Cleveland)       | 88,5 (41,7+46,8) |                  |                        |
| Chris Morris (New Jersey)    | 83,2 (41,1+42,1) |                  |                        |

### Three-point Shootout
- Gerald Henderson, Philadelphia 76ers
- Reggie Miller, Indiana Pacers
- Michael Adams, Denver Nuggets
- Derek Harper, Dallas Mavericks
- Jon Sundvold, Miami Heat

- Rimas Kurtinaitis, Žalgiris Kaunas invitato
- Danny Ainge, Boston Celtics
- Dale Ellis, Seattle SuperSonics
- Craig Hodges, Milwaukee Bucks

in grassetto è indicato il vincitore

## Domenica

### All-Star Game - Squadre

#### Western Conference
| Western Conference  |                        |             |             |             |             |             |             |             |             |
| Giocatore           | Squadra                | MIN         | FGM         | FGA         | FTM         | FTA         | RIM         | AST         | PT          |
| Alex English        | Denver Nuggets         | 29          | 8           | 13          | 0           | 0           | 3           | 4           | 16          |
| Karl Malone         | Utah Jazz              | 26          | 12          | 17          | 4           | 6           | 9           | 3           | 28          |
| Hakeem Olajuwon     | Houston Rockets        | 25          | 5           | 12          | 2           | 3           | 7           | 3           | 12          |
| Dale Ellis          | Seattle SuperSonics    | 26          | 12          | 16          | 2           | 2           | 6           | 2           | 27          |
| John Stockton       | Utah Jazz              | 32          | 5           | 6           | 0           | 0           | 2           | 17          | 11          |
| Kareem Abdul-Jabbar | Los Angeles Lakers     | 13          | 1           | 6           | 2           | 2           | 3           | 0           | 4           |
| Clyde Drexler       | Portland Trail Blazers | 25          | 7           | 19          | 0           | 0           | 12          | 4           | 14          |
| Tom Chambers        | Phoenix Suns           | 16          | 4           | 8           | 6           | 6           | 5           | 1           | 14          |
| Chris Mullin        | Golden State Warriors  | 14          | 1           | 4           | 2           | 2           | 2           | 2           | 4           |
| James Worthy        | Los Angeles Lakers     | 18          | 4           | 7           | 0           | 0           | 2           | 2           | 8           |
| Mark Eaton          | Utah Jazz              | 9           | 0           | 0           | 0           | 0           | 5           | 0           | 0           |
| Kevin Duckworth     | Portland Trail Blazers | 7           | 2           | 5           | 1           | 2           | 1           | 0           | 5           |
| Magic Johnson       | Los Angeles Lakers     | infortunato | infortunato | infortunato | infortunato | infortunato | infortunato | infortunato | infortunato |
| Totale              |                        | 240         | 61          | 113         | 19          | 23          | 57          | 38          | 143         |
| All. Pat Riley      | Los Angeles Lakers     |             |             |             |             |             |             |             |             |

MIN: minuti. FGM: tiri dal campo riusciti. FGA: tiri dal campo tentati. FTM: tiri liberi riusciti. FTA: tiri liberi tentati. RIM: rimbalzi. AST: assist. PT: punti

#### Eastern Conference
| Eastern Conference |                     |     |     |     |     |     |     |     |     |
| Giocatore          | Squadra             | MIN | FGM | FGA | FTM | FTA | RIM | AST | PT  |
| Charles Barkley    | Philadelphia 76ers  | 20  | 6   | 11  | 5   | 8   | 5   | 0   | 17  |
| Dominique Wilkins  | Atlanta Hawks       | 15  | 3   | 8   | 3   | 3   | 2   | 0   | 9   |
| Moses Malone       | Atlanta Hawks       | 19  | 3   | 9   | 3   | 3   | 8   | 0   | 9   |
| Michael Jordan     | Chicago Bulls       | 33  | 13  | 23  | 2   | 4   | 2   | 3   | 28  |
| Isiah Thomas       | Detroit Pistons     | 33  | 7   | 13  | 4   | 6   | 2   | 14  | 19  |
| Patrick Ewing      | New York Knicks     | 17  | 2   | 8   | 0   | 4   | 6   | 2   | 4   |
| Terry Cummings     | Milwaukee Bucks     | 19  | 4   | 9   | 2   | 2   | 5   | 1   | 10  |
| Larry Nance        | Cleveland Cavaliers | 17  | 5   | 9   | 0   | 0   | 6   | 1   | 10  |
| Mark Price         | Cleveland Cavaliers | 20  | 3   | 9   | 2   | 2   | 3   | 1   | 9   |
| Mark Jackson       | New York Knicks     | 16  | 3   | 5   | 2   | 4   | 2   | 4   | 9   |
| Brad Daugherty     | Cleveland Cavaliers | 15  | 0   | 3   | 0   | 0   | 3   | 0   | 0   |
| Kevin McHale       | Boston Celtics      | 16  | 5   | 7   | 0   | 0   | 3   | 0   | 10  |
| Totale             |                     | 240 | 54  | 114 | 23  | 36  | 47  | 26  | 134 |
| All. Lenny Wilkens | Cleveland Cavaliers |     |     |     |     |     |     |     |     |

MIN: minuti. FGM: tiri dal campo riusciti. FGA: tiri dal campo tentati. FTM: tiri liberi riusciti. FTA: tiri liberi tentati. RIM: rimbalzi. AST: assist. PT: punti